# Sgurr Breac
Sgurr Breac är ett berg i Storbritannien.   Det ligger i kommunen Highland och riksdelen Skottland, i den norra delen av landet, 700 km norr om huvudstaden London. Toppen på Sgurr Breac är 999 meter över havet.
Terrängen runt Sgurr Breac är huvudsakligen kuperad. Trakten runt Sgurr Breac är nära nog obefolkad, med mindre än två invånare per kvadratkilometer. Trakten runt Sgurr Breac består i huvudsak av gräsmarker.